# Marketing 2.0
L’idée de Marketing 2.0 se réfère à une nouvelle génération de concepts marketing émergents de l’ère Internet. L’expression a été popularisée en 2005 lorsque plusieurs experts parlaient également du Web 2.0. L'Adetem, l'association du marketing, y consacra en octobre 2007 ses Journées Nationales.
Toutefois, le vocable de Marketing 2.0 recouvre au moins deux acceptions plutôt différentes aujourd'hui : la première correspond à l'adaptation des outils Web 2.0 au marketing ; la seconde à l'élaboration d'un nouveau marketing qui dépasse le cadre du seul Internet.

## Marketing 2.0 / Exploitation des outils Web 2.0 dans les actions marketing
L’expression fait partie du vocabulaire commun d’une nouvelle génération d’experts en marketing utilisant l’Internet comme principal outil de travail. Contrairement à leurs prédécesseurs, ces derniers considèrent les autres médias de masse (télévision, journaux, radio etc.) comme des outils de communication secondaires. 
Le média Internet est vu comme un mécanisme ouvert de socialisation entre individus plutôt qu'un médium unidirectionnel de communication de masse. La communication marketing devient alors un dialogue plutôt qu'un monologue. 
Le Marketing 2.0 fait typiquement usage des blogs, des flux RSS, des wikis et réseaux sociaux ou de façon plus large de ce qui constitue le web participatif ou communautaire dans la communication marketing d'une marque ou institution.
Les plus grandes sociétés au monde ont déjà commencé à créer des campagnes de marketing 2.0. 
Les marques et institutions peuvent soit:
- exploiter les espaces de socialisation existants pour la cible marketing concernée

C'est-à-dire intervenir sous la forme d'interventions d'individus inscrits sur ces espaces: blogs, wikis et réseaux sociaux. Ou encore être présents, mais façon Web 2.0. Les marques et institutions créent entre autres leur groupe sur Facebook ou Myspace.
- soit créer leurs propres espaces de socialisation pour leurs publics.

Jusqu'à présent, la création d'espaces de réseautage en nom propre s'est principalement caractérisée par la mise en place ou la commandite d'un blog existant, ou par la mise sur pied de sites faisant intervenir le jeu.

## Marketing 2.0 / Élaboration d'un nouveau marketing
Utilisant couramment depuis la fin des années 90 les comparateurs de prix, consultant les avis de leurs pairs sur les sites marchands et les forums, les acheteurs ont récupéré une part importante de leur pouvoir perdu vis-à-vis des producteurs et des distributeurs : ainsi est née la notion d'empowered consumer (ou de consom'acteur, même si ce terme fait également référence à des mouvements consuméristes plus anciens).

Dans ce contexte, le Web 2.0 a amplifié le mouvement et profondément modifié la relation des consommateurs aux marques : ceux-ci peuvent désormais s'exprimer librement sur la toile sur leurs blogs, les wikis.
Dès lors, le Marketing 2.0 sera plus un marketing adapté à un consommateur qui a profondément changé (certains parleront même de Consommateur 2.0) que le simple marketing du Web 2.0, et ce avec deux implications essentielles :
- en termes d'innovation et de création de produits et services : le Marketing 2.0 se veut un marketing collaboratif associant étroitement les consommateurs à leur création. On citera l'exemple des AMAP, de Lego qui commercialise des constructions conçues par des enfants, de Current TV, la chaine de télévision créée par Al Gore et dont un tiers des contenus est créé par des téléspectateurs.
- en termes de communication : la Communication 2.0 implique fortement les consommateurs, notamment sous forme de buzz. Elle correspond au passage d'une communication verticale (one to many) à une communication horizontale (many to many) : la marque perd son statut d'émetteur privilégié pour devenir un acteur parmi d'autres. Toyota, L'Oréal ont diffusé sur Current TV des spots réalisés par des téléspectateurs.

Évidemment, peu d'entreprises sont prêtes à de tels bouleversements même si le mouvement s'amplifie de jour en jour, entraînant des changements important en leurs seins :
- D'une part, considérant les difficultés des grandes entreprises à innover, Procter & Gamble a lancé un important programme intitulé Connect & Develop : désormais un tiers des nouveaux produits lancés par le groupe ont été développés hors des murs de l'entreprise ; ce projet a fait l'objet d'une publication dans la Harvard Business Review[2].
- Par ailleurs, en ce qui concerne la communication, les frontières s'estompent entre agences de publicité et agences médias : regardant comme secondaire la problématique de la création, Carat (filiale d'Aegis, l'un des premiers groupes d'agences médias en Europe) se considère comme désormais concurrent de groupes classiques comme Publicis ou Omnicom, selon les propos de sa présidente (Marie Laure Suaty de Chalon aux Journées Nationales du Marketing 2007).

## Vers le marketing 3.0
Le marketing 2.0 est une tendance des années 2000 à 2010 liée aux nouvelles capacités et besoins de l'internet 2.0 : c'est le marketing des communautés, de l'intelligence collective et de la facilitation des ventes via les réseaux sociaux. Mais une nouvelle tendance de marketing est apparue récemment : le marketing 3.0. Il s'agit de l’ère de l'intelligence économique et artificielle au service des décisions stratégiques.